# Demodoxalogia
La demodoxalogia (anche demodossalogia) è lo studio dell'opinione pubblica: è stata definita una disciplina che si propone di approfondire i presupposti psicologici e sociali che informano e formano l'opinione pubblica e tende a ottenere una migliore combinazione fra la notizia, il pubblico e il mezzo di comunicazione impiegato.

## Etimologia e varianti terminologiche
Il termine deriva dai vocaboli greci demo=popolo, doxa=opinione e logos=discorso. 
La Società italiana di demodoxalogia ha recentemente adottato il termine 'demodoxalogia' (con la x), coerentemente all'uso internazionale (demodoxalogy, demodoxalogie), in sostituzione del vocabolo 'demodossalogia' (ispirato a motivi di purezza linguistica oggi superati) e dell'antiquata variante 'demodossologia' (con la o). In passato la disciplina era conosciuta anche come 'dossalogia' o 'doxalogia' (con la a, da non confondere con 'dossologia' o ' doxologia' con la o).

## Storia
Le origini della disciplina risalirebbero al 1940 quando al termine di un convegno di due giorni Emilio Bodrero (rettore dell'università di Padova), Paolo Orano (rettore dell'università di Perugia), Federico Augusto Perini-Bembo, Francesco Orestano, Nello Quilici e altri docenti universitari concordarono sulla terminologia coniata dai discepoli di Orano, primo docente ordinario di storia del giornalismo (nel 1928) e direttore della Scuola fascista di giornalismo.
Il senatore Paolo Orano, scrittore e giornalista, al termine della seconda guerra mondiale fu rinchiuso a Padula perché durante il fascismo aveva esaltato il regime e giustificato la censura governativa. Coniugato con la scrittrice francese Camille Mallarmé morì nella sua casa di Firenze, agli arresti.
Perini-Bembo, assistente di Orano, plurilaureato e decorato sul campo, ebbe una vita avventurosa che non lo distolse dall'approfondire e aggiornare la demodoxalogia, lasciando un copioso materiale alla fondazione da lui creata.
Nel 1939 Orano e Perini-Bembo fondano un Centro di demodossalogia presso l'Università di Roma Sapienza: è il primo istituto di studi sull'opinione pubblica attivo in Italia (sia pure poco strutturato, è comunque antecedente alla Doxa, la cui fondazione risale al 1946). Tale Centro ha una particolare rilevanza anche per la storia del giornalismo: in un documento dell'UNESCO del 1956 è classificato come il primo riferimento dell'epoca per la formazione giornalistica in Italia.
Nel dopoguerra la demodoxalogia fu esame fondamentale ai corsi dell'Università internazionale degli studi sociali Pro Deo (l'attuale Luiss), fondata a Roma nel 1948 dal frate domenicano Félix Andrew Morlion che ne fu anche rettore. Morlion approfondì e divulgò gli aspetti della filosofia dell'opinione pubblica, mentre Michele del Vescovo e Perini-Bembo insegnarono i principi della demodoxalogia. Quest'ultimo la divulgò dal 1939 sino al 1989, quale libero docente di storia del giornalismo alla Facoltà di scienze politiche della Sapienza Università di Roma. Ma la disciplina fu oggetto di studio anche in altre sedi e all'estero, sempre con la partecipazione di Perini-Bembo. Tra i corsi più importanti, oltre a numerosi convegni e seminari, ricordiamo quello di demodossalogia e relazioni sociali istituito nell'anno accademico 1958-59 da Giuseppe Menotti de Francesco, rettore dell'Università degli Studi di Milano; l'insegnamento svolto nell'anno accademico 1966-67 all'Università degli Studi di Perugia; l'incontro di due giorni all'Università Sorbona di Parigi nel 1974. Tra i continuatori degli studi demodoxalogici si annoverano anche: Carlo Barbieri, Nino Gaeta e Francesco Fattorello (fondatore nel 1947 dell'Istituto italiano di pubblicismo presso la Facoltà di economia e commercio della Sapienza).
Tra gli altri docenti della disciplina citiamo: Giovanni Mammucari, direttore generale del Dipartimento informazione ed editoria della presidenza del Consiglio dei ministri; Adriano Magi-Braschi, responsabile di un nucleo del Sifar; l'antropologo Tullio Tentori; Elio Lodolini, direttore dell'archivio di Stato; i giornalisti Nando Mazzei e Massimo Olmi; Carlo Curcio, già preside della Facoltà di scienze politiche dell'università di Perugia; la scrittrice Dora Drago Lopez Jordan e il sociologo Giulio D'Orazio.

### Attività recenti
Oltre alle lezioni, dobbiamo annoverare vari sondaggi, esercitazioni di campionamento demodoxalogico e numerosissimi convegni. Tra i più significativi incontri si ricordano: il II convegno nazionale di demodossalogia (Napoli, 16-20 ottobre 1954); il VII convegno nazionale (Siena, 23-27 settembre 1967); il seminario di commemorazione dei maestri (Roma, Sala dei papi, Convento della Minerva, 4 dicembre 1995); l'VIII convegno nazionale (Mira, Venezia, 13 maggio 2000); il IX convegno nazionale (Roccasecca dei Volsci, Latina, 14 giugno 2003).
Al decesso degli ultimi due maestri (Perini-Bembo e Magi Braschi), nel 1995 è stata costituita la Società italiana di demodoxalogia (SIDD), un'associazione senza scopo di lucro per tramandare un valido metodo di indagine sull'opinione pubblica tuttora poco conosciuto.

## Teoria
La disciplina parte dal presupposto che gli individui agiscono secondo opinione: per Jacques Bénigne Bossuet l'opinione (opinion) è un grado intermedio tra il dubbio (doute) e la certezza (certitude) (Citazione mancante). L'opinione si forma, prevalentemente, attraverso la comunicazione: parlata, scritta, visiva, acustica e sensoriale. L'opinione predispone ad atteggiamenti, ruoli e aspettative. L'ambiente in cui si forma o viene espletata un'opinione assume un peso rilevante nella formazione della stessa, pari alla personalità del singolo componente di una pluralità di individui che si caratterizzano per essere portatori di una determinata opinione pubblica.
I pubblici si aggregano e si presentano secondo un'infinità di modi ma si riconoscono in "obiettivi" (quando rientrano in circostanze modali estranee alla volontà del soggetto), "soggettivi" (quando esprimono condizioni legate alla volontà del soggetto), "virtuali" (quando si considerano tali inconsapevolmente per ipotetici fini) e "complessi" (quando risultano dall'intreccio di due o più categorie citate). Un pubblico obiettivo è quello dei malati, dei giovani, degli anziani, ecc. Il pubblico soggettivo è l'utente di un determinato prodotto o bene materiale o immateriale, il portatore di un'ideologia o convenzione sociale, ecc. Il pubblico virtuale è quello dei turisti di una data località, i clienti di un negozio, ecc. Per es. il pubblico soggettivo-virtuale (facente parte del "complesso") è quello degli scienziati, degli artisti, ecc. (in quanto alla volontà del soggetto si aggiunge una specifica caratteristica considerata dall'esterno). Tutti gli individui partecipano in modo attivo e passivo a pubblici numerosi e differenti. Il lettore di un libro (pubblico soggettivo) può essere uomo o donna (pubblico obiettivo), preferire un determinato autore (pubblico virtuale) ed essere cattolico (pubblico obiettivo-soggettivo).
La formazione di un determinato pubblico avviene per gradualità e può trasformarsi, per un breve periodo di tempo, in folla. Il pubblico è composto da una pluralità di individui necessariamente legati tra loro da una o più circostanze modali (tipologia di pubblico) ma non sempre anche da circostanze di tempo e luogo (il pubblico soggettivo di quello spettacolo a quell'ora e in quel luogo è uguale, come pubblico, ai lettori di un libro che lo leggono in ore e luoghi diversi l'uno dall'altro).
Il pubblico è ben distinto dalla folla per formazione e comportamenti. La folla si forma, agisce e si dissolve con estrema facilità: la sua capacità di coesione ed esaltazione è strettamente legata al numero dei soggetti presenti in un determinato luogo e sovrasta, sempre, i pubblici che formano l'agglomerato in oggetto.
I pubblici formano l'opinione pubblica: un complesso di idee, sentimenti, pulsioni che spinge un gruppo di esseri umani ad agire e reagire identicamente di fronte a certi fatti d'attualità connessi ai problemi della vita sociale. Per lo studio dell'opinione pubblica ci si avvale dell'effemerocritica: la valutazione comparata di ogni attestazione d'attualità, secondo i principi della demodoxalogia.
Inoltre la demodoxalogia si avvale: della teoria dell'associazione abituale (David Hume) per mettere in relazione la causalità tra due fenomeni o eventi; della geometria frattale (Benoît Mandelbrot) per circoscrivere l'ambiente in esame; del fenomeno della suggestione collettiva (Gabriel Tarde e Gustave Le Bon) per evidenziare il comportamento collettivo, delle intuizioni di Max Nordau e Pitigrilli (pseudonimo di Dino Segre) per far affiorare le contraddizioni sociali e di Toddi (pseudonimo di Pietro Silvio Rivetta) per rendere comprensibile l'unitarietà della scienza. La disciplina esalta l'intreccio territorio-popolazione-risorse umane e naturali, anche attraverso l'archeodemodoxalogia recentemente elaborata da Antonella Liberati.

## Indagine Demodoxalogica
L'indagine demodoxalogica (in breve in.de. o inde) è un'indagine che può essere compiuta attraverso l'analisi delle informazioni (si veda ad esempio l'Open Source Intelligence) o il campionamento qualitativo-quantitativo, mediante specifici criteri.
Nell'esame di un messaggio, inviato da un'emittente a un ricevente, si considerano i canali attraverso cui è veicolato (tv, giornali, conversazione ecc.), il tempo di emittenza (ore, minuti) e la collocazione in seno allo spazio del canale (quale pagina, quale fascia oraria, a che punto della discussione ecc.). Inoltre si prescinde da chi ha detto o scritto, in quanto è detto o scritto in funzione del ruolo (genitore, politico, dirigente di azienda ecc.), e cosa ha detto, in quanto è subordinato al ruolo, per analizzare invece dove si è detto o scritto (a casa, in un'assemblea, in una riunione conviviale, su un modesto giornale ecc.) e quando (nel corso di una polemica o contesa, in vista di una riunione, durante un momento di relax ecc.). Inquadrato il quando e dove si esamina cosa è stato detto o scritto, in funzione del ruolo ricoperto.
Nell'analizzare un evento si distinguono gli oggetti in questione, cioè l'evento vero e proprio quale fatto accaduto (es. rivolta dei sans papiers), i soggetti protagonisti dell'evento (gli immigrati) e i convenuti sui quali ricadono le azioni compiute (governo, cittadini, chiese ecc.). Si colloca l'evento nel tempo e nello spazio cercando fatti analoghi in altri tempi e luoghi (occupazione di luoghi di culto oppure aperti al pubblico), inoltre si invertono le ragioni dell'uno e dell'altro (gli immigrati vengono ipotizzati come convenuti ed il governo come soggetto protagonista), per far emergere le contraddizioni, le falsità, le esagerazioni, i malintesi e quant'altro rende inconciliabile l'incontro tra più contendenti. Ridotto il fatto all'essenziale evento, si misura lo spazio giornalmente occupato nei mass media per valutare la tendenza (trend) del fenomeno.
Il campionamento dell'opinione pubblica viene svolto prendendo in considerazione i mass media (se trattasi di un monitoraggio di medio o lungo termine) oppure il leader del particolare pubblico in esame.
Nella presunzione che i leader siano i portatori dell'opinione del gruppo rappresentato e il modello di riferimento per gli appartenenti a quello specifico pubblico (oggettivo, soggettivo, virtuale, complesso), si intervista il portatore di quella opinione pubblica e il leader dell'opinione antagonista; un'intervista di persona, a schema libero, tesa a cogliere i silenzi e le contraddizioni. Quindi un'intervista dove il campione, e uno solo, è scelto su base ragionata (leader) e non estratto dall'universo.
Il monitoraggio attraverso i mass media parte dal presupposto che i veicoli d'informazione (stampa, tv, scuola, conversazioni ecc.) fanno al contempo anche formazione dell'opinione pubblica. Il numero delle copie vendute di un giornale o di un libro, l'audience della radio o della televisione ecc. unite alla quantità di spazio occupato sulle pagine dei giornali o nei programmi radiotelevisivi e alla collocazione (prima o ultima pagina, inizio o coda ecc.) – misurati giornalmente secondo speciali coefficienti euristici e riportati su un asse cartesiano – indicano il peso dell'evoluzione di un'opinione pubblica voluta o spontanea, facilmente leggibile attraverso dei grafici.

### Applicazioni
Come metodologia orientata a stabilire la combinazione più conveniente tra lo strumento, il pubblico e il messaggio, ha una funzione propedeutica nei corsi di giornalismo e particolarmente nelle professioni di pubblicitario, addetto stampa, public relations, open source man; così come nel marketing e nei sondaggi d'opinione per la particolare, conveniente e veloce tecnica della inde (indagine demodoxalogica). È stata utilizzata anche nella formazione per migliorare le tecniche di approccio all'insegnamento e nell'attività politica per conquistare il consenso pubblico.